# Muda (Estland)
Muda (Duits: Mudda) is een plaats in de Estlandse gemeente Hiiumaa, provincie Hiiumaa. De plaats heeft de status van dorp (Estisch: küla) en ligt in het zuidwestelijk deel van het eiland Hiiumaa.
Tot in oktober 2017 behoorde Muda tot de gemeente Emmaste en sindsdien tot de fusiegemeente Hiiumaa.

## Bevolking
De ontwikkeling van het aantal inwoners blijkt uit het volgende staatje:
| Jaar            | 2000 | 2011 | 2017 | 2019 | 2020 | 2021 |
| --------------- | ---- | ---- | ---- | ---- | ---- | ---- |
| Aantal inwoners | 40   | 27   | 33   | 29   | 30   | 24   |

## Geschiedenis
Muda werd voor het eerst genoemd in 1609 onder de naam Muta Siemen, een boerderij op het landgoed van Großenhof (Suuremõisa). In 1687 heette de boerderij Muda Adam. Vanaf 1796 lag ze op het landgoed van Emmast (Emmaste). In 1798 was ze onder de naam Mudda een dorp geworden.
De boerderij Anupõllu talu in Muda was de thuisbasis van de familie Maaker. Drie leden van de familie waren bekende doedelzakspelers. Juhan Maaker, (1845–1930), wiens eigenlijke beroep kapitein op het zeilschip Viidemann was, kreeg de bijnaam Torupilli-Juss (‘Doedelzak-Juss’). Zijn broer Priidu Maaker (1858–1926) speelde ook doedelzak en was daarnaast boer. Alexander Maaker (1890–1968) trad in de voetsporen van zijn vader Priidu en zijn oom Juhan. Hij kreeg de bijnaam Torupilli-Sass (‘Doedelzak-Sass’).